# Karl Müller (1817-1870)
Karl Müller (Carl Mueller) (1817-1870) va ser un botànic, micòleg, pteridòleg, alemany, nadiu de Allstedt.

## Algunes publicacions
- carl Müller, wilhelm g. Walpers. 1861. Annales Botanices Systematicae. Tom 6, xi + 1.315 en línia[Enllaç no actiu]

- Synopsis plantarum phanerogamicarum novarum omnium per annos 1851, 1852, 1853, 1854, 1855 descriptarum